# شارع دوبروفنيك
شارع دوبروفنيك ( (بالكرواتية: Avenija Dubrovnik)‏ هو شارع يقع في منطقة نوفي زغرب في زغرب عاصمة كرواتيا.
أنشأ في منتصف الخمسينيات من القرن العشرين، ويمتد لمسافة 4 كيلومترات بين الدوران أسفل الامتداد الجنوبي لجسر الشباب في الشرق ودوران ريميتينيك في غرب نوفي زغرب. وأهم تقاطعاته هي تلك التي تربط شارع فيسيسلاف هوليفاتش وشارع جمهورية ألمانيا الاتحادية. وهو من الطرق الرئيسية بين شرق وغرب في نوفي زغرب.